# Сажино (Шуміхинський округ)
Са́жино (рос. Сажино) — присілок у складі Шуміхинського району Курганської області, Росія. Входить до складу Птичанської сільської ради.
Населення — 337 осіб (2010, 379 у 2002).
Національний склад станом на 2002 рік: росіяни — 99 %.